# 孙大发
孙大发（1945年11月—2019年9月26日），安徽金寨人，中国人民解放军高级将领。

## 生平
1964年参军，1968年加入中国共产党，1977年后担任沈阳军区司令李德生秘书。1984年5月，孙任中国人民解放军第39军115师政委，1990年6月升任中国人民解放军第16集团军政治部主任，晋升少将军衔，1993年2月升任政委。
1999年1月任沈阳军区政治部主任，2000年晋升中将军衔，2003年8月调任南京军区政治部主任，2005年1月升任南京军区副政委、纪委书记。2005年7月至2010年12月，任中国人民解放军总后勤部政委。2007年7月晉升上将軍衔。2011年2月起任第十一届、十二届全国人大民族委员会副主任委员。中共第十七届中央委员，第十二届全国人大常委会委员。
孙大发毕业于中国人民解放军国防大学，著有《高技术战争谋略》等军事专著。
2019年9月26日孙大发在北京逝世。